# Aeroportul Yeosu
Aeroportul Yeosu (IATA: RSU, ICAO: RKJY) este un aeroport din Yeosu, Jeolla de Sud, Coreea de Sud ce deservește zona Yeosu. Aeroportul a fost tranzitat în 2022 de 1.010.333 de pasageri. A fost deschis în 1972 și numit după zona deservită.
Situat la o altitudine de 16 m, aeroportul dispune de o singură pistă. Este operat de Korea Airports Corporation⁠(d).